# 유타로미케스
유타로미케스(Utharomyces)는 필로볼라세아에(Pilobolaceae)의 곰팡이속 생물이다. 단형속 단일 포함, 분균(호분성, 好糞性)이다. 이들의 종 중 유타로미케스 에팔로카울루스(Utharomyces epallocaulus)는 아열대 지역에 넓게 분포되어 있다. 유타로미케스는 1958년 네덜란드의 식물학자 카를 버나드(Karel Bernard Boedijn)에 의해 관찰되었다. 유타로미케스 에팔로카울루스(U. epallocaulus)는 바하마, 가나, 인도, 인도네시아, 멕시코, 중국 및 미국에서도 수집되었다.

## 각주

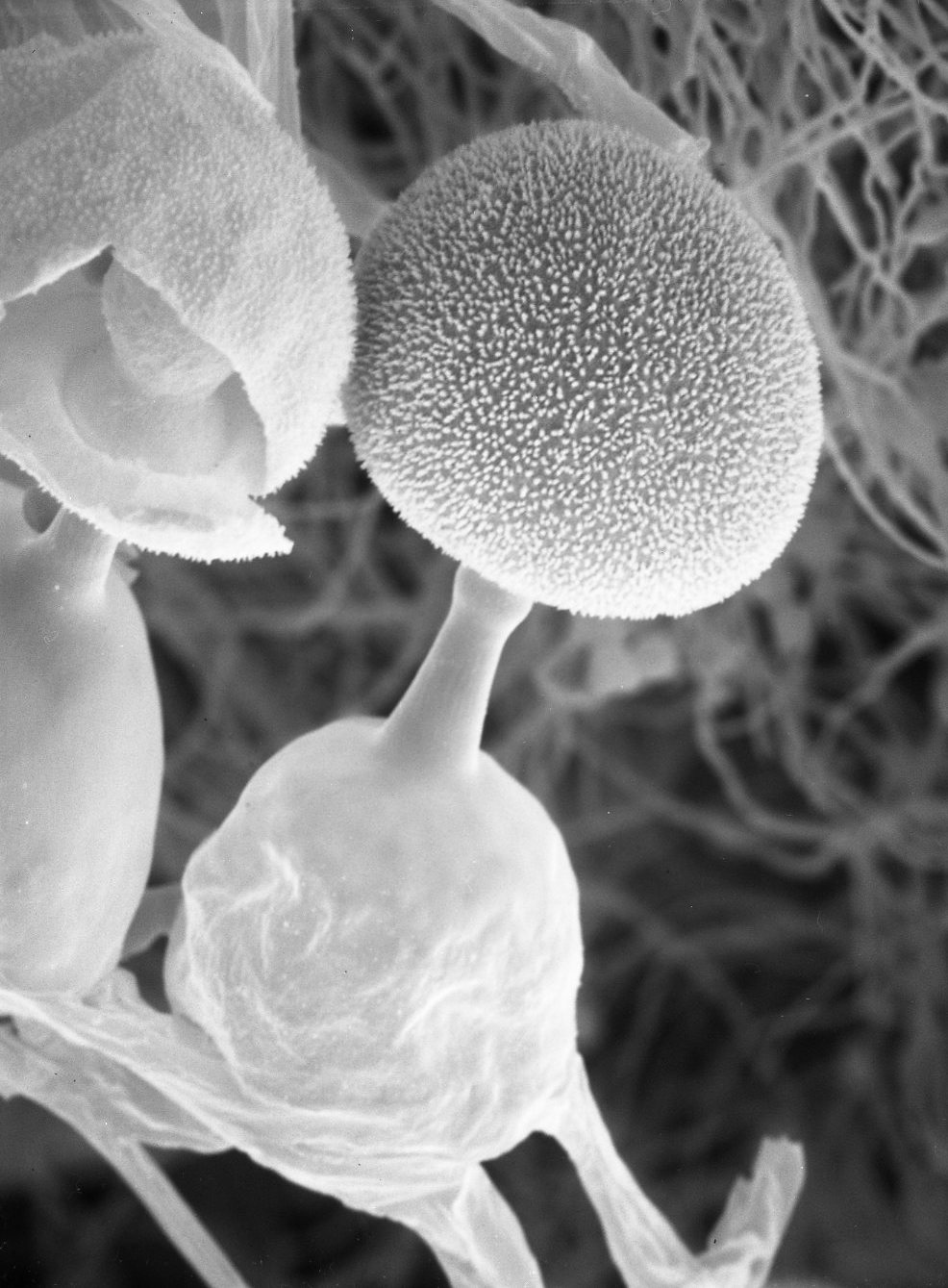